# Veton Surroi
Veton Surroi  (Priština, 17. srpnja 1961.), kosovski albanski publicist, političar i bivši novinar. Govori albanski, engleski, srpski i španjolski.
Surroijev otac Rexhai Surroi bio je jedan od rijetkih Albanaca koji je bio veleposlanik SFRJ. Bio je veleposlanik u Španjolskoj i latinskoameričkim zemljama. Zbog boravka i školovanja u tim zemljama, Veton dobro govori španjolski. Studirao je filozofiju i filologiju u bolivijskom gradu La Pazu i meksičkom UNAM-u. Suradnik lista Rilindja. Od 1988. blizak UJDI-ju. Od 1993. do 1994. bio je dopisnikom BBC-a u Prištini. Godine 1997. sudionik mirovnih pregovora u Rambouilletu. Iste godine osnovao je jedne od najvećih kosovskih albanskih dnevnih novina, Koha Ditore i bio je višegodišnji glavni urednik sve dok nije odlučio aktivnije ući u politiku.
Osnovao je i vodio političku stranku reformista ORA, koja je na izborima 2004. dobila 6,2% glasova. Bio je član kosovskog parlamenta od 2004. do 2008. godine kao dio Lista qytetare ORA.
Godine 1999. dobio je nizozemsku nagradu Geuzenpenning za borbu protiv diskriminacije, zajedno s Natašom Kandić.
Godine 2001. dobio je SEEMO-vu nagradu za ljudska prava.

## Vanjske poveznice
- (alb.) Intervistë me Veton Surroin, në vitin 1990
- (eng.) Parlament Kosova Popis zastupnika, drugo zastupničko razdoblje (23.11.2004 - 12.12.2007), parlametarna skupina ORA, Lista qytetare ORA
- VIAF